# Hurley (stick)

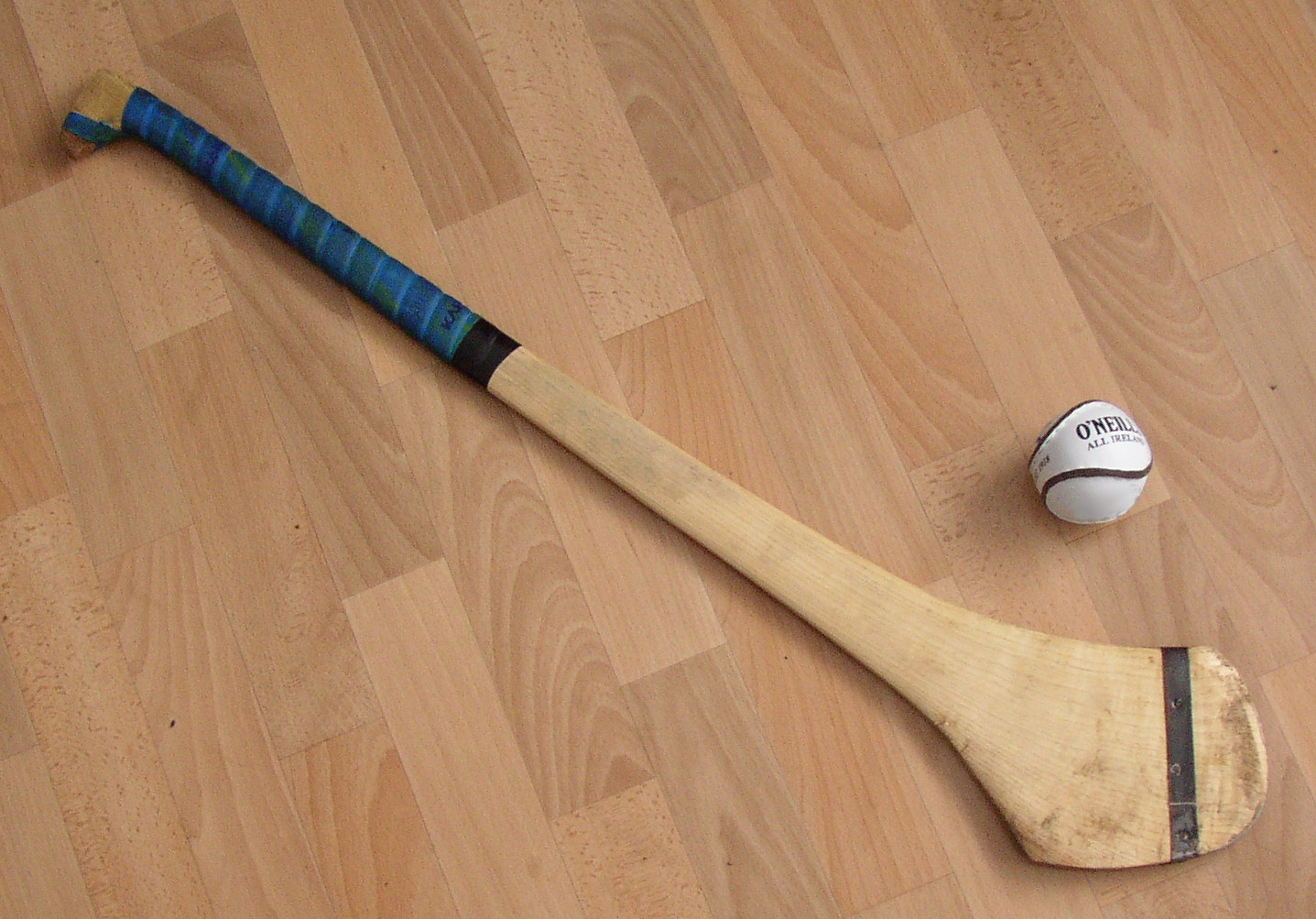
Hurley, con un sliotar.

Un hurley, también llamado camán (su denominación gaélica), y menormente conocido como hurl, hurley stick, shtick o setanta, es un palo de madera (stick) que mide entre unos 70 y 100 cm, dependiendo de la altura del jugador: no hay una regla establecida, pero por comodidad los jugadores eligen hurleys que midan desde sus pies hasta su cintura. Poseen un final largo, aplanado y curvado, llamado bas, usado para golpear una pelota de cuero llamada sliotar en el juego irlandés del hurling. Es también usado en el camogie, su equivalente femenino, en el que recibe frecuentemente el nombre de camogie stick.

## Descripción
Los hurleys se fabrican con madera de fresno y se suelen comprar a artesanos locales en Irlanda, que todavía usan métodos de producción tradicional. Sin embargo, durante un tiempo en los años setenta, fueron utilizados hurleys de plástico, fabricados principalmente por la compañía holandesa Wavin. Se comprobó que estos producían lesiones más fácilmente y dejaron de usarse.
En el extremo plano se colocan bandas de hierro de refuerzo, que prolongan su durabilidad, ya que es el lugar más frágil del hurley. No obstante estas bandas están prohibidas en el camogie, la versión femenina de hurling, dado que también incrementan el riesgo de lesión. Estos arreglos han sido utilizados en los hurleys desde siempre. En una de las primeras legislaciones irlandesas, que data del siglo VIII, se permitía solamente al hijo del rey tener un refuerzo de bronce, mientras que a cualquier otro solo se le permitía usar un refuerzo de cobre.
No importa cuan buena sea la manufactura de un hurley, es muy posible que un jugador habitual de hurling utilice varios a lo largo de una temporada. Se rompen fácilmente si dos de ellos chocan en el transcurso de un partido. Es también posible que se rompan al golpear a un jugador.
Existe una técnica popular de reparación consistente en cortar uniformemente las partes rotas de dos hurleys para unirlos con pegamento y clavos, de manera que el nuevo hurley tenga el tamaño deseado.